# Contea di Ottawa (Ohio)
Ottawa è una contea dell'area settentrionale dello Stato dell'Ohio negli Stati Uniti.

## Geografia fisica
La contea a nord si affaccia sul lago Erie, ad est ha un confine lacustre con la contea di Erie, a sud-est si affaccia sulla baia di Sandusky ed ha un confine lacustre con le contee di Erie e la contea di Sandusky.
La contea ha una estensione di 1.515 km² di cui oltre il 56% è costituito da acque. Il territorio è pianeggiante e nell'area orientale è costituito dalla penisola di Marblehead delimitata a sud dalla baia di Sandusky e a nord dal lago Erie. Il fiume principale è il Portage che scorrendo verso oriente scava un lungo estuario prima di sfociare nel lago Erie. Altro immissario dell'Eire è il Toussaint Creek che scorre nell'area settentrionale.
Fanno parte del territorio della contea diverse isole. Le principali sono le isole di North Bass, Middle Bass e South Bass.

### Contee confinanti
- Contea di Essex (Ontario, Canada) - nord-est
- Contea di Erie - sud-est
- Contea di Sandusky - sud
- Contea di Wood - ovest
- Contea di Lucas - nord-ovest

## Storia
Quando i primi europei arrivarono nel territorio questo era abitato da indiani ottawa da cui deriva il nome della contea.
I primi europei ad arrivare nella regione dell'Ohio furono i francesi con l'esplorazione di Robert de La Salle nel 1669. Nel 1763, al termine della guerra dei sette anni, i francesi cedettero definitivamente la regione agli inglesi. Il 10 settembre del 1813 la flotta americana guidata dal commodoro Oliver Perry sconfisse gli inglesi nella decisiva battaglia del lago Erie nelle acque a nord dell'isola di South Bass.
L'attuale contea faceva parte del territorio della Western Reserve assegnato allo Stato del Connecticut. La contea è stata istituita nel 1840.
A partire dal 1970 sulla sponda del lago Erie, nei pressi di Oak Harbour, è stata costruita la centrale nucleare di Davis-Besse.

## Città
| Città        | Abitanti | Superficie |
| ------------ | -------- | ---------- |
| Clay Center  | 277      | 2,69 Km²   |
| Elmore       | 1 407    | 2,10 Km²   |
| Genoa        | 2 332    | 4,01 Km²   |
| Marblehead   | 900      | 11,16 Km²  |
| Port Clinton | 6 047    | 5,91 Km²   |
| Oak Harbor   | 2 755    | 4,40 Km²   |
| Put-in-Bay   | 138      | 1,63 Km²   |
| Rocky Ridge  | 415      | 2,67 Km²   |

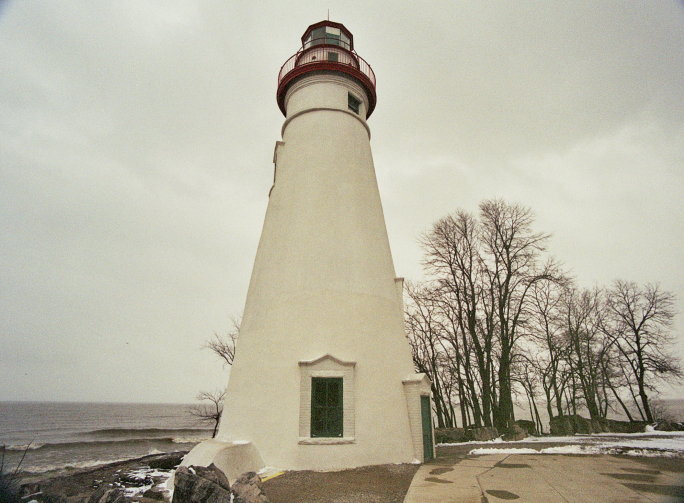
Il faro di Marblehead posto all'estremità della penisola omonima

*I dati sugli abitanti, che riportano le stime fatte dallo United States Census Bureau, sono aggiornati al 2012 (ad eccezione di Put-in-Bay, i cui dati sono del 2014), le fonti sono riportate nelle singole voci di en:wiki.